# Uffholtz
Uffholtz är en kommun i departementet Haut-Rhin i regionen Grand Est (tidigare regionen Alsace) i nordöstra Frankrike. Kommunen ligger i kantonen Cernay som tillhör arrondissementet Thann. År 2022 hade Uffholtz 1 631 invånare.

## Befolkningsutveckling
Antalet invånare i kommunen Uffholtz
| Referens: INSEE |